# 米坂線
米坂線（よねさかせん）は、山形県米沢市の米沢駅から新潟県村上市の坂町駅を結ぶ、東日本旅客鉄道（JR東日本）の鉄道路線（地方交通線）である。

## 路線データ
- 管轄（事業種別）：東日本旅客鉄道（第一種鉄道事業者）
- 区間・路線距離（営業キロ）：米沢駅 - 坂町駅 90.7 km
- 駅数：20（起終点駅を含む）
  - 米坂線所属駅に限定した場合、起終点駅（米沢駅は奥羽本線、坂町駅は羽越本線の所属[7]）が除外され、18駅となる[8]。
- 軌間：1,067 mm
- 複線区間：なし（全線単線）
- 電化区間：なし（全線非電化）
- 閉塞方式：特殊自動閉塞式（軌道回路検知式）
- 保安装置：ATS-SN[2]
- 最高速度：85 km/h
- 運転指令所：
  - 米沢駅 - 今泉駅間：仙台総合指令室（今泉CTC）
  - 今泉駅 - 坂町駅間：新潟総合指令室（小国CTC）
- 最急勾配：25.0 ‰（手ノ子 - 伊佐領間）
- IC乗車カード対応区間：なし

米沢駅 - 今泉駅間が東北本部、萩生駅 - 坂町駅間が新潟支社の管轄であり、今泉駅と萩生駅の間（米沢駅起点26.0 km地点）に支社境がある。

## 歴史
旧鉄道敷設法に規定する「北越線及奥羽線ノ連絡線」で、「新潟県下新発田ヨリ山形県下米沢ニ至ル鉄道」である。1926年に山形県側の米沢 - 今泉間が米坂線として開業。1931年には新潟県側の米坂西線（よねさかさいせん）坂町 - 越後下関間が開業し、同時に東側も手ノ子まで延伸、米坂東線（よねさかとうせん）に改称された。以降、両側から延伸を繰り返し、1936年の県境区間を最後に全通し、両線を統合。再び米坂線となった。
JRの路線名で、複数の地名から一文字ずつを取って付けられた名称の中では、大糸線と並んで両方の文字を訓読みする例外の一つである（通常は音読み）。
かつては南東北地方の日本海側 - 内陸（ - 太平洋側）間連絡線（主に新潟 - 山形・仙台間）として旅客・貨物輸送ともに重要な路線としての役割を担った。しかし、現在ではモータリゼーション等により連絡線的役割は影を潜め、貨物営業も廃止され、また、羽越本線不通時の優等列車迂回路としての役割も羽越本線の電化（＝優等列車の電車化及び貨物列車牽引機の電気機関車化）によりその役割は大きく減った。さらに奥羽本線が標準軌に改軌されて以降は、幹線との直通列車は新潟方面のみとなった。

### 米坂東線
- 1926年（大正15年）9月28日 米沢 - 今泉 (23.0 km) が米坂線として新規開業。南米沢・西米沢・中郡・羽前小松・犬川の各駅を新設（今泉は既設）。
- 1931年（昭和6年）8月10日 今泉 - 手ノ子 (11.7 km) を延伸開業。米坂線を米坂東線と線名改称、白川信号所、萩生・羽前椿・手ノ子の各駅を新設。
- 1933年（昭和8年）11月10日 手ノ子 - 羽前沼沢 (9.2 km) を延伸開業。羽前沼沢駅を新設。
- 1935年（昭和10年）10月30日 羽前沼沢 - 小国 (14.4 km) を延伸開業。伊佐領・羽前松岡・小国の各駅を新設。

### 米坂西線
- 1931年（昭和6年）8月10日 坂町 - 越後下関 (11.0 km) を米坂西線として新規開業。越後大島・越後下関の各駅を新設。
- 1933年（昭和8年）11月30日 越後下関 - 越後金丸 (11.9 km) を延伸開業。越後片貝・越後金丸の各駅を新設。

### 全通後
- 1936年（昭和11年）8月31日 小国 - 越後金丸 (9.5 km) を延伸開業[9]。米沢 - 坂町 (90.7 km) が全通し米坂線と線名改称、玉川口駅を新設。
- 1940年（昭和15年）3月5日 小国 - 玉川口間の荒川橋梁が雪崩のため崩壊、直後に通過した米沢発坂町行列車の機関車などが25 m下の荒川に転落（米坂線雪崩直撃事故）。15人死亡、30人負傷[10]。のちに当該現場に『慰霊碑』建立。
- 1958年（昭和33年）7月10日 花立駅を新設。
- 1960年（昭和35年）11月1日 仙台 - 新潟間に仙山線・奥羽本線・米坂線・羽越本線経由で準急「あさひ」が運行開始。
- 1961年（昭和36年）7月7日 成島駅を新設。
- 1962年（昭和37年）7月15日 準急「あさひ」を1往復増発。「あさひ」2往復体制となる。
- 1963年（昭和38年）1月25日 『小国三八豪雪』のため、10日間にわたる運転見合わせ。
- 1966年（昭和41年）3月5日 準急「あさひ」を急行に格上げ。
- 1967年（昭和42年）8月28日 翌29日にかけての飯豊山系を中心とした集中豪雨（羽越豪雨）により、全線で被害（橋梁流失9か所23連、築堤決壊62か所等、計102か所）。翌年6月28日の玉川口 - 小国間をもって全線復旧[11]。
- 1971年（昭和46年）6月7日 花立 - 坂町間走行の121Dにコンクリートミキサー車が衝突。1, 2両目が脱線転覆（重軽傷21名）。
- 1982年（昭和57年）
  - 3月11日 西米沢 - 今泉（白川信号場）間CTC試使用開始、CTCセンターは今泉駅に設置[12]。
  - 3月20日 西米沢 - 今泉（白川信号場）間CTC本使用開始。
  - 5月1日 上越新幹線開業を前に急行「あさひ」を「べにばな」に改称
  - 11月14日 米沢 - 西米沢間CTC使用開始。
- 1983年（昭和58年）2月28日 今泉（白川信号場） - 坂町間CTC化[13]。
- 1984年（昭和59年）2月1日 白川信号場を廃止、今泉駅に統合。
- 1985年（昭和60年）3月14日 急行「べにばな」の運行区間を新潟 - 山形間に短縮。

### 国鉄分割民営化以降
- 1987年（昭和62年）4月1日 国鉄分割民営化により東日本旅客鉄道が承継、米沢 - 坂町の貨物営業を廃止。
- 1991年（平成3年）8月27日 急行「べにばな」を山形新幹線工事の進捗に伴い、米沢 - 新潟間の快速列車に格下げ。
- 1994年（平成6年）12月8日 運行区間の一部廃止等により、米沢 - 小国間は8往復から6往復に減便。米沢 - 坂町間は6往復から5往復、米沢 - 小国間は2往復から1往復に変更。
- 1995年（平成7年）12月1日 玉川口・花立の両駅を廃止（JR東日本管内の廃駅は特定地方交通線の第三セクターへの転換をのぞけば1987年4月の同社発足以来初めて）。
- 2001年（平成13年）12月1日 快速「べにばな4号」を廃止、米沢 - 坂町 - 新津（水原経由）間の普通列車に格下げ。
- 2002年（平成14年）12月1日 土休日ダイヤの導入。
- 2004年（平成16年）
  - 7月14日 新潟・福島豪雨により、小国 - 坂町の築堤法面崩落発生、終日運転見合せ。翌15日仮復旧作業終了し運転再開。
  - 7月17日 豪雨[注釈 1]の影響により羽前椿 - 手ノ子にて土砂崩れなどが発生、今泉 - 坂町で運転見合わせ。翌18日に天候が徐々に回復するにつれ羽前沼沢 - 伊佐領などで線路下の路盤流出を発見するなど被害状況が判明、再度羽前椿 - 小国運転見合わせ。復旧目途は立たず、同日からバス代行輸送。
  - 7月31日 17日に発生した大規模な路盤流出・土砂崩れの復旧作業が連日24時間体制で進められたため、15日ぶりに全線で運転再開。
- 2005年（平成17年）
  - 3月12日 羽前沼沢 - 手ノ子間で発生した雪崩により、橋桁の一部に亀裂を発見。翌13日から羽前椿 - 小国間でバス代行輸送。
  - 4月11日 全線運転再開。
  - 12月1日 山形新幹線への接続改善
- 2007年（平成19年）3月18日 快速「べにばな1号」が各駅停車に格下げ（愛称号数は3月15日に廃止）。「べにばな」は1往復のみとなる。
- 2009年（平成21年）3月14日 車両をキハE120形とキハ110形に統一、ワンマン運転開始。
- 2011年（平成23年）
  - 3月11日 東北地方太平洋沖地震発生により全線にわたり不通。
  - 3月14日 小国 - 坂町間運転再開。
  - 3月20日 米沢 - 小国間運転再開。
- 2012年（平成24年）
  - 2月3日 今泉 - 坂町間が大雪のためこの日から運休。
  - 2月6日 今泉 - 小国間運転再開。越後金丸 - 越後片貝間で線路脇斜面の土留め壁に亀裂の進行が発見されたため、小国 - 坂町間は復旧目途立たず、バスによる代行輸送開始。
  - 3月18日 小国 - 坂町間運転再開。
- 2013年（平成25年）
  - 7月23日 手ノ子 - 羽前沼沢間で大雨による土砂流出のため、羽前椿 - 小国間の上下線で運転を見合わせ（バス代行）。
  - 8月8日 全線運転再開。
- 2014年（平成26年）
  - 7月10日 大雨による土砂災害警戒のため、全線で運転を見合わせ[14]。この日夜に米沢 - 羽前椿間が運転再開[15]。
  - 7月11日 小国 - 坂町間運転再開[16]。
  - 7月12日 今泉 - 小国間でバス代行輸送開始[17]。
  - 7月31日 17時頃から全線運転再開[18][19]。
- 2022年（令和4年）
  - 3月12日 ダイヤ改正により、日中に設定されていた土休日のみ運転の米沢駅 - 今泉駅間の列車1往復を取りやめ。また、日中帯を中心に気動車列車の編成両数を見直し[20]。
  - 8月3日 豪雨のため全線で運転見合せ。羽前椿 - 手ノ子間の小白川橋梁が崩落[21]。9日に米沢 - 今泉間が運転再開[22]（詳細は後節参照）。
- 2026年（令和8年）7月1日（予定）：支社制から事業本部制への再編に伴い、東北本部管轄区間は山形事業本部、新潟支社管轄区間は新潟事業本部の管轄となる[23]。

## 2022年8月の豪雨による長期路線寸断
2022年8月3日から4日にかけて、山形県置賜地方から新潟県下越地方にかけて集中豪雨が発生し、米坂線沿線の関川村では1時間雨量が150mmの豪雨を観測した。米坂線も大きな被害に遭い、今泉駅 - 坂町駅間が長期運休となった。
2023年4月25日にJR東日本新潟支社は、復旧に86億円、工期が5年を見込まれると発表。費用負担についてはJR東日本は「86億円という額は非常に大きい。われわれが単独で復旧を判断するには少し大きすぎる額。沿線自治体の皆さんとの相談が必要」「ご説明をしていく中で何らかの協力をお願いしたいということは申し上げることになると思う」と述べ、費用分担の在り方を協議したい考えを示唆し、国や山形県、新潟県、沿線自治体と協議したいとの意向を示した。

### 経過
- 2022年（令和4年）
  - 8月3日 豪雨のため全線で運転見合せとなる。
  - 8月4日 朝に羽前椿 - 手ノ子間の小白川に架かる「小白川橋梁」が崩落したことが確認される[21]など多数の被害が発生し、調査の結果、今泉 - 坂町間で豪雨被災箇所は山形、新潟県で計112か所。特に羽前椿 - 羽前沼沢間が43か所と集中[26]。
  - 8月9日 米沢 - 今泉間が運転再開[22][27]。
  - 8月11日 翌日12日から21日まで、今泉 - 坂町間で暫定バス代行輸送開始（運行は新潟交通が担当）。22日以降のバス時刻は未定[28][29]。
  - 8月19日 未定としていた22日以降の新たな代行バス時刻が発表。一部の便は、26日から運転となる[30][31]。
  - 10月6日 11日以降の新たな代行バス時刻が発表。国道113号（新潟県村上市春木山〜関川村大島）の通行規制が解除になったことと、今泉駅での乗り換え利便性向上のための変更[32]。
  - 12月12日 19日以降の新たな代行バス時刻が発表。被災により坂町方面に運転することができないことから、米沢駅にて車両の定期検査を実施し、冬期間は車両の除雪を行った後に検査をする必要があるため、2023年1月と2月の毎週金曜日の一部列車に時刻変更が発生する。また降雪期の道路事情を考慮し代行バス運行時刻および乗り場を変更する[33][34]。
- 2023年（令和5年）
  - 3月1日 3月18日のダイヤ改正にあわせ、代行バスの時刻変更を実施すると発表。また、現在運行している米沢駅 - 今泉駅間の臨時ダイヤは、一部列車で時刻が変更となる[35]。
- 2024年（令和6年）
  - 5月29日 - 米坂線復旧検討会議でJR東日本新潟支社からは被災前と同様のJR直営を前提とした復旧は難しいとの見解を示す。その上で復旧後の運営について、以下の4パターンを示す[36]。
    1. JRが運営
    2. 自治体が線路などの鉄道施設を所有・管理し、JRが運行を担う上下分離方式
    3. 第三セクターなどが運営
    4. バス転換

## 運行形態

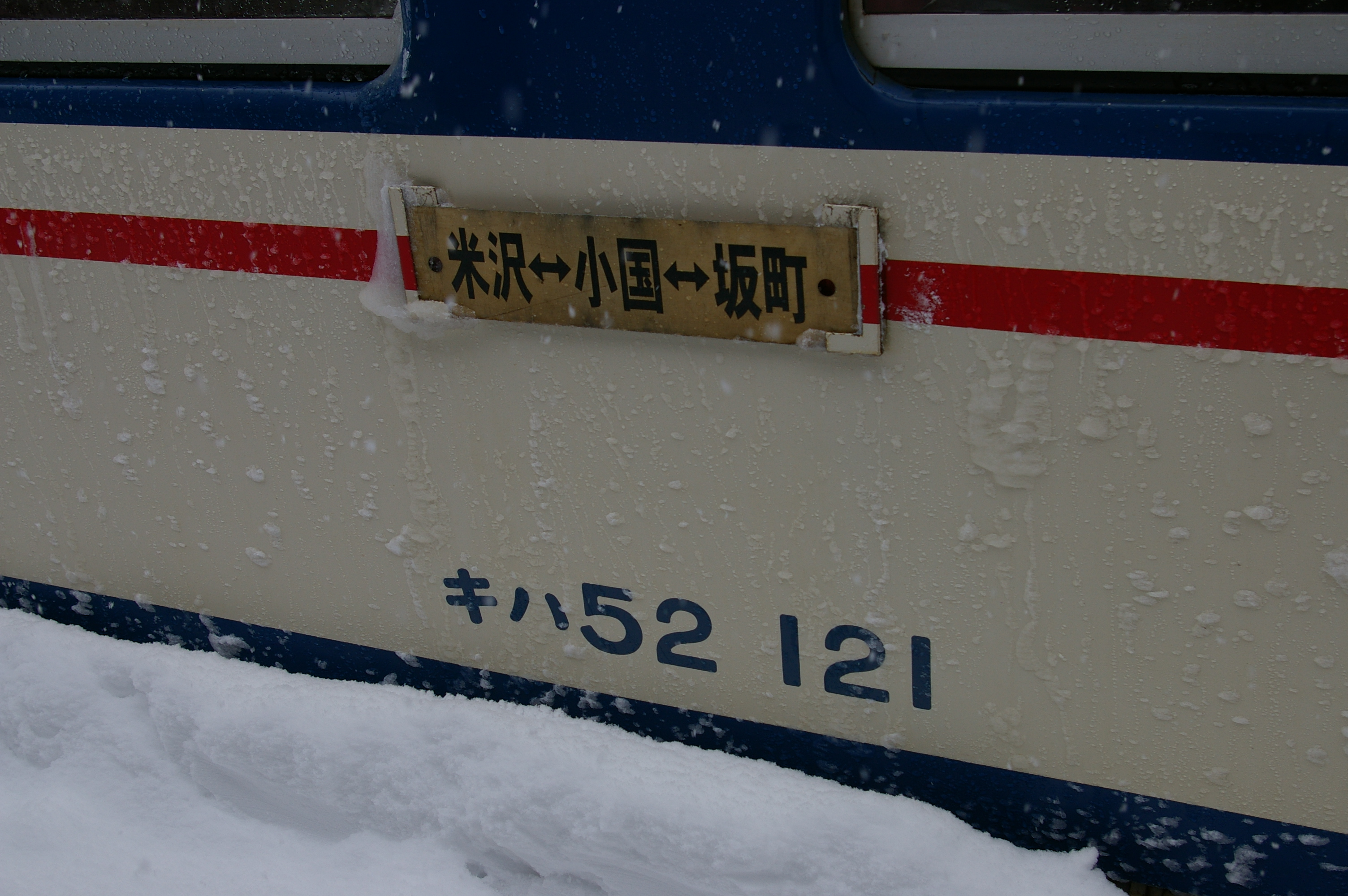
普通列車の行先標（2009年）

米坂線内で全線直通運転する列車が1日5往復設定されているほか、米沢駅 - 今泉駅・羽前椿駅間に区間運転列車が設定されている。また、朝・夜には小国駅発着の列車がある。需要の少ない昼から夕方にかけては3 - 4時間程度運行されない。
全線直通列車のうち、広域輸送を担う列車として、羽越本線・白新線経由で米沢駅 - 新潟駅間に快速「べにばな」が1往復設定されている。快速「べにばな」は米坂線内の各駅に停車し、坂町駅 - 新潟駅間で快速運転を行っている。他にも、新津駅 - 米沢駅間を直通する普通列車も新津発米沢行きの片道のみが設定されている。
2022年8月の豪雨災害以降は、米沢駅 - 今泉駅間の往復運行で、運行車両の夜間留置は米沢駅で行う。
米沢駅で接続する奥羽本線の軌間が標準軌となったため奥羽本線とは直通できない。

## 使用車両
全列車が坂町駅で接続する羽越本線の新津駅にある新潟車両センター新津派出所所属の気動車2両または1両編成で運行されており、米沢駅 - 今泉駅間の朝夕の一部を除く全列車でワンマン運転が行われている。国鉄時代からキハ40・47・48形、キハ52形、キハ58系が使用されていた。これらの気動車での運用の際は、駆動用機関が2基搭載されたキハ58形もしくはキハ52形が編成中に1両以上組み込まれていたため、キハ40・47・48形やキハ28形のみでの運用は原則行われなかった。2008年（平成20年）11月1日よりキハE120形・キハ110系も使用されるようになり、2009年3月14日のダイヤ改正で全列車がキハE120形・キハ110系に統一された。
2020年（令和2年）3月14日のダイヤ改正でGV-E400系が導入され、キハE120形は転属に伴って当線での運用から撤退し、使用車両がキハ110系・GV-E400系に統一された。
1972年（昭和47年）の無煙化前には、蒸気機関車として9600形や、戦前にはC56形が使用されていたこともある。

### 現在の車両
気動車

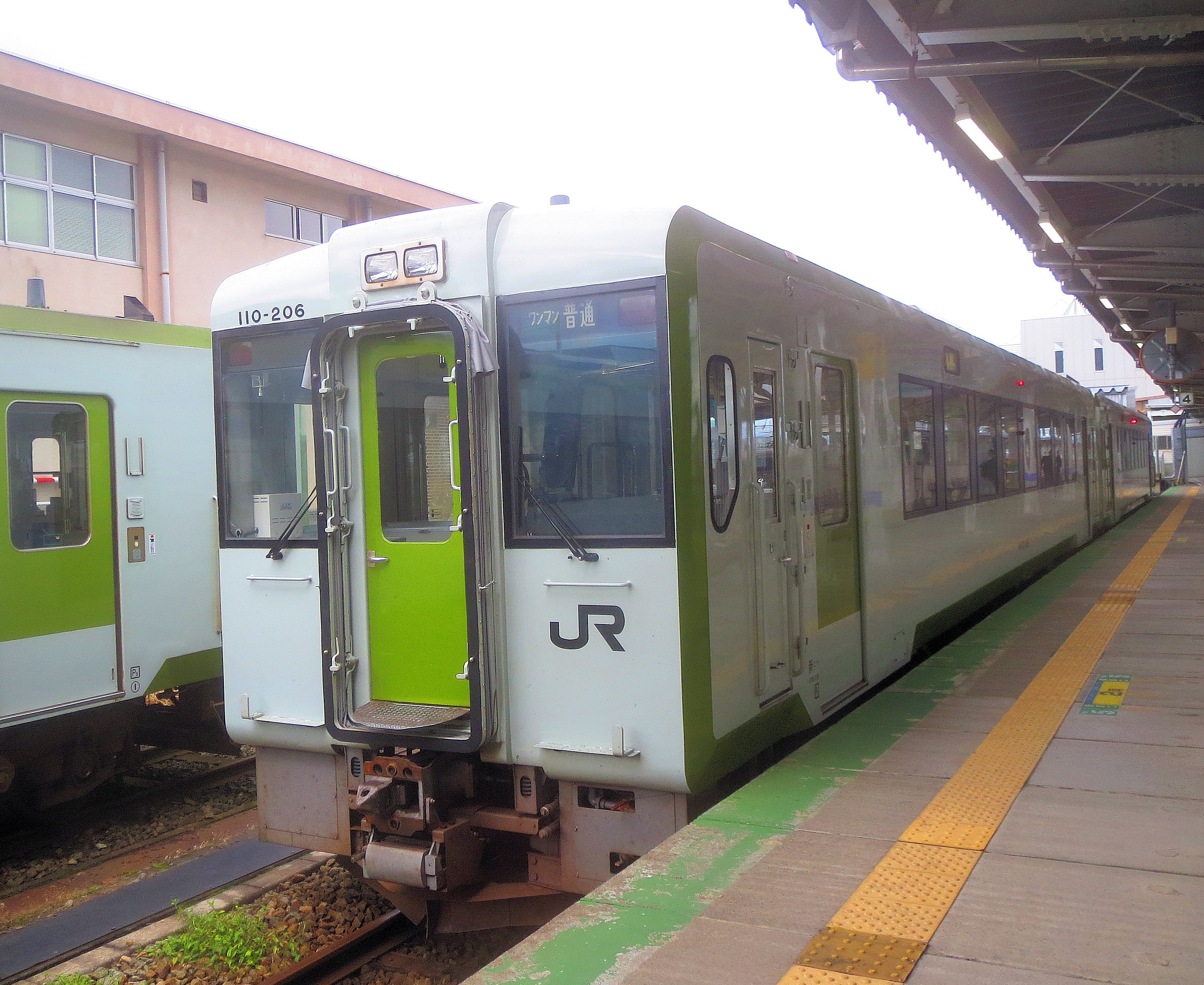
キハ110系
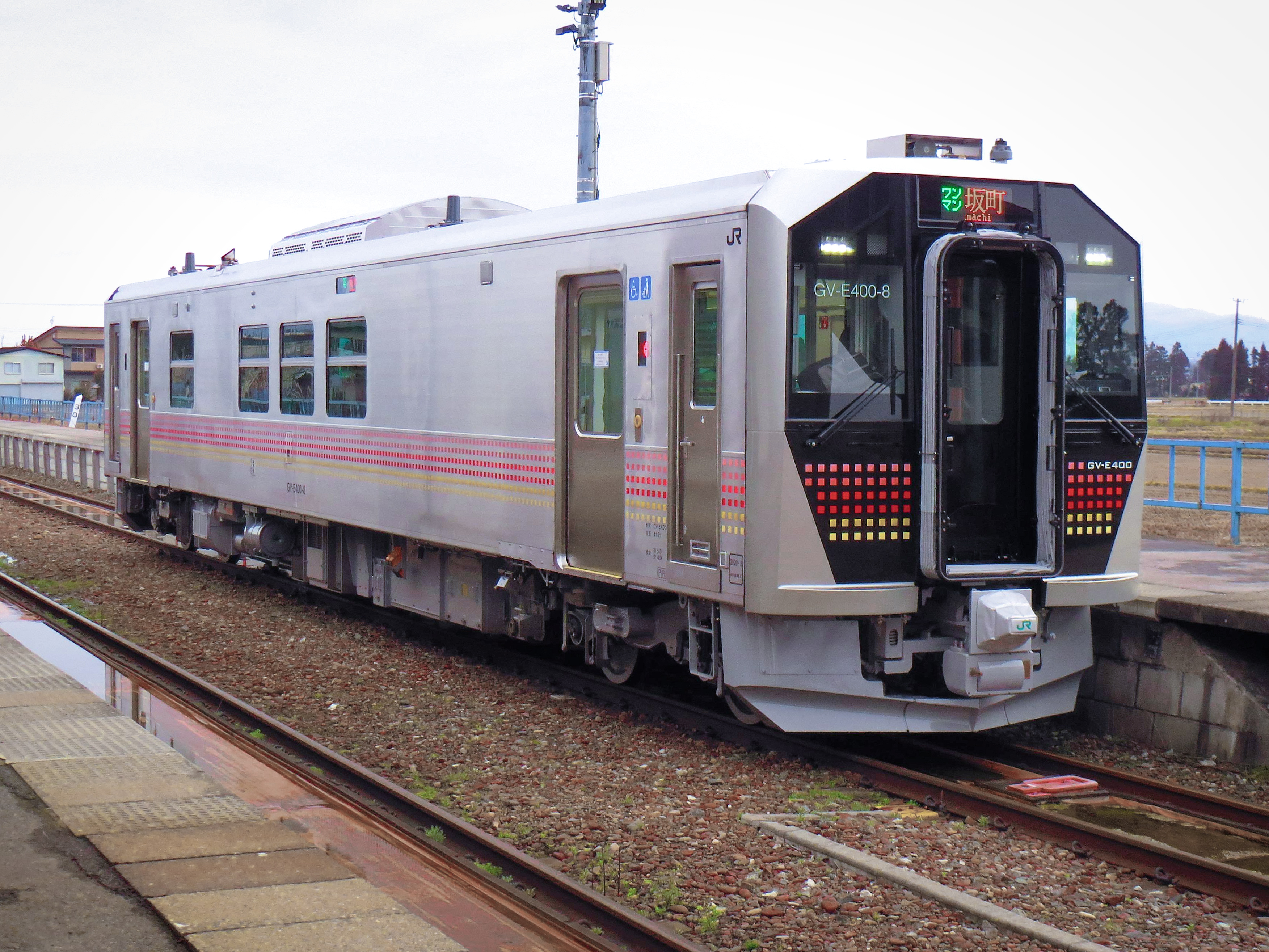
GV-E400系

- キハ110系
- GV-E400系

### 過去に使用していた車両
気動車
- キハE120形
- キハ40・47・48形 - 山形新幹線開業前までは山形運転所（仙カタ）所属車も運行していた
- キハ52形
- キハ58系 - 山形新幹線開業前までは山形運転所（仙カタ）所属も運行していた

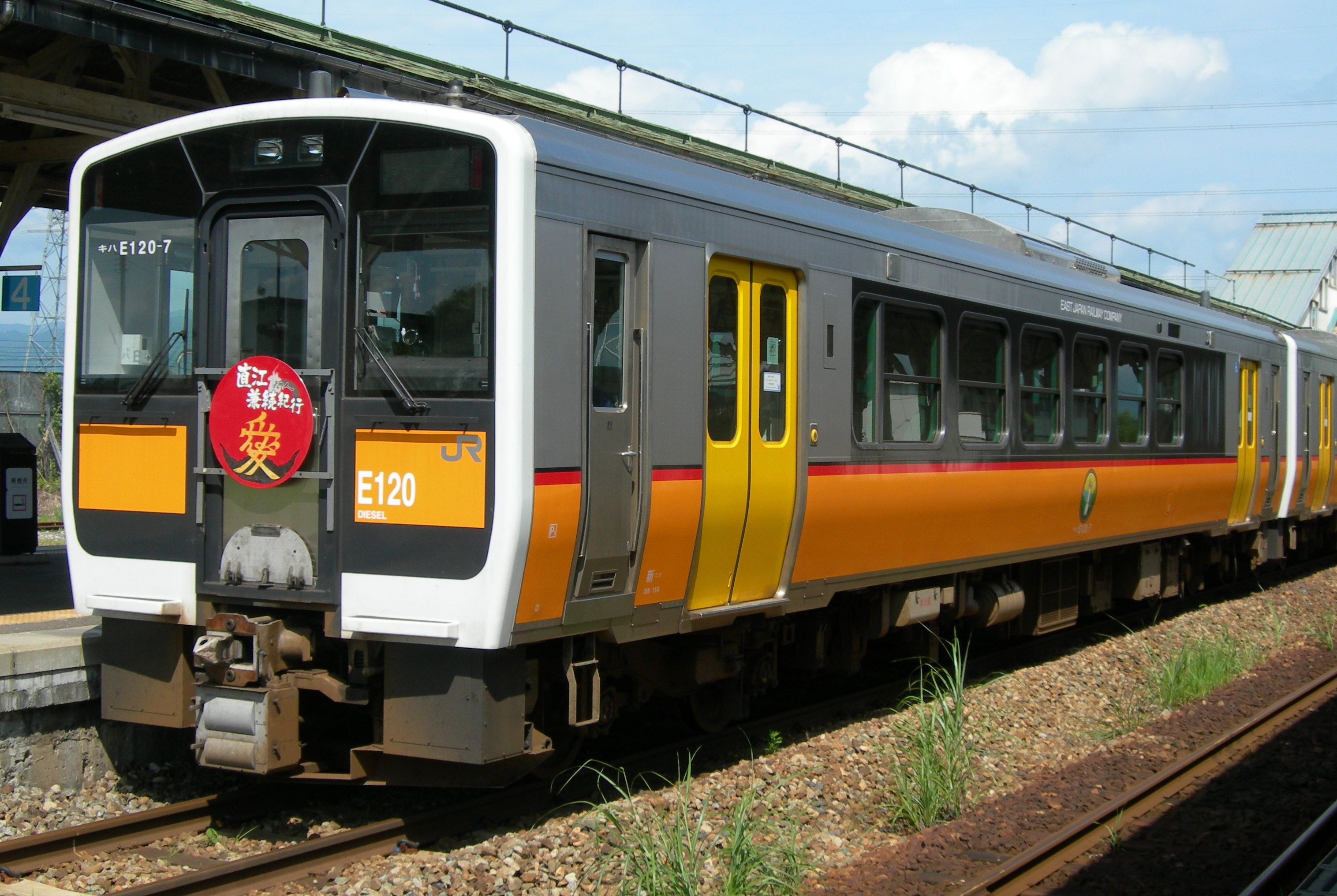
今泉駅停車中のキハE120形（2009年7月）
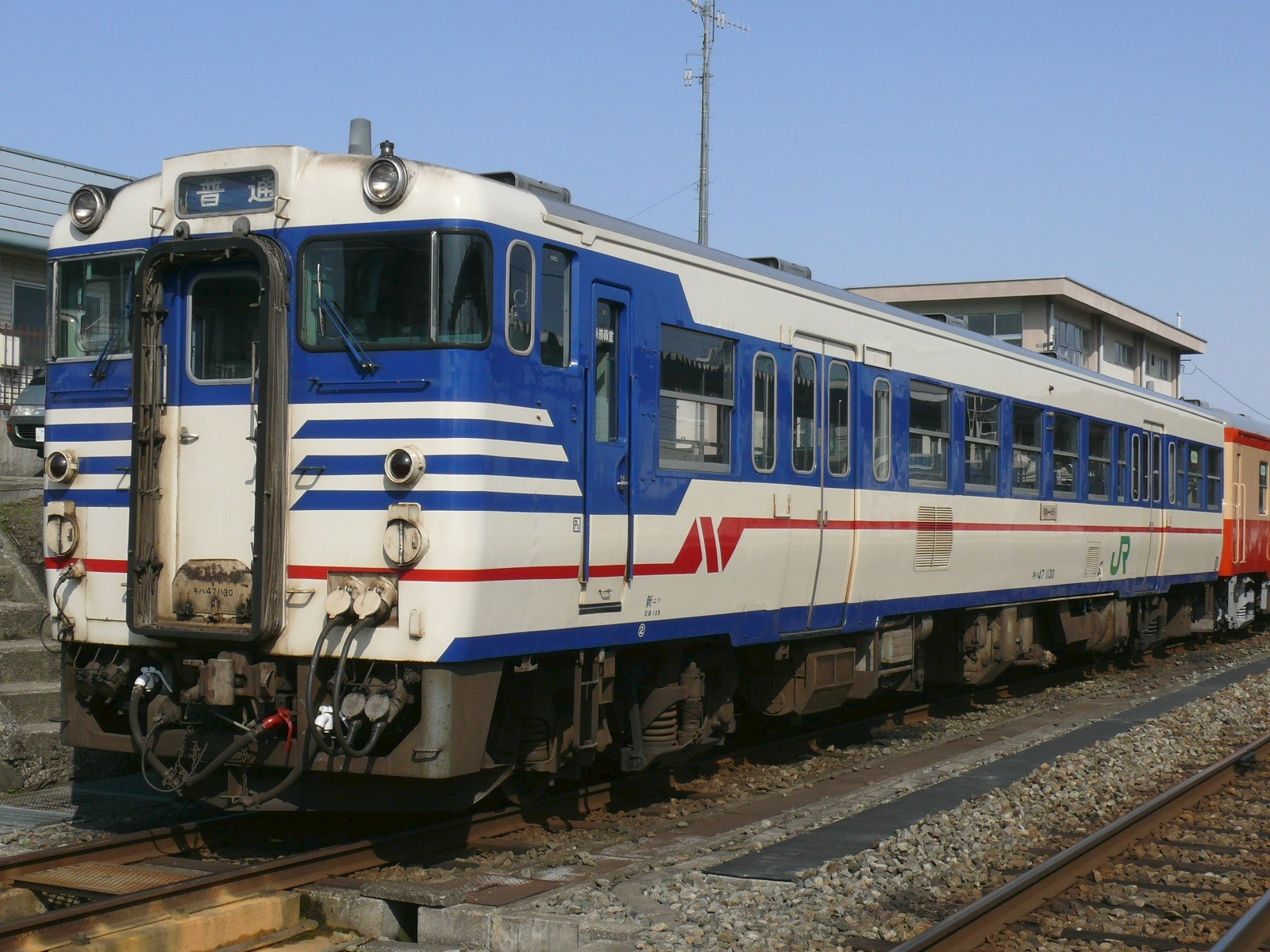
米沢駅停車中のキハ47形新潟色（前方）とキハ52形（後方）（2008年3月）
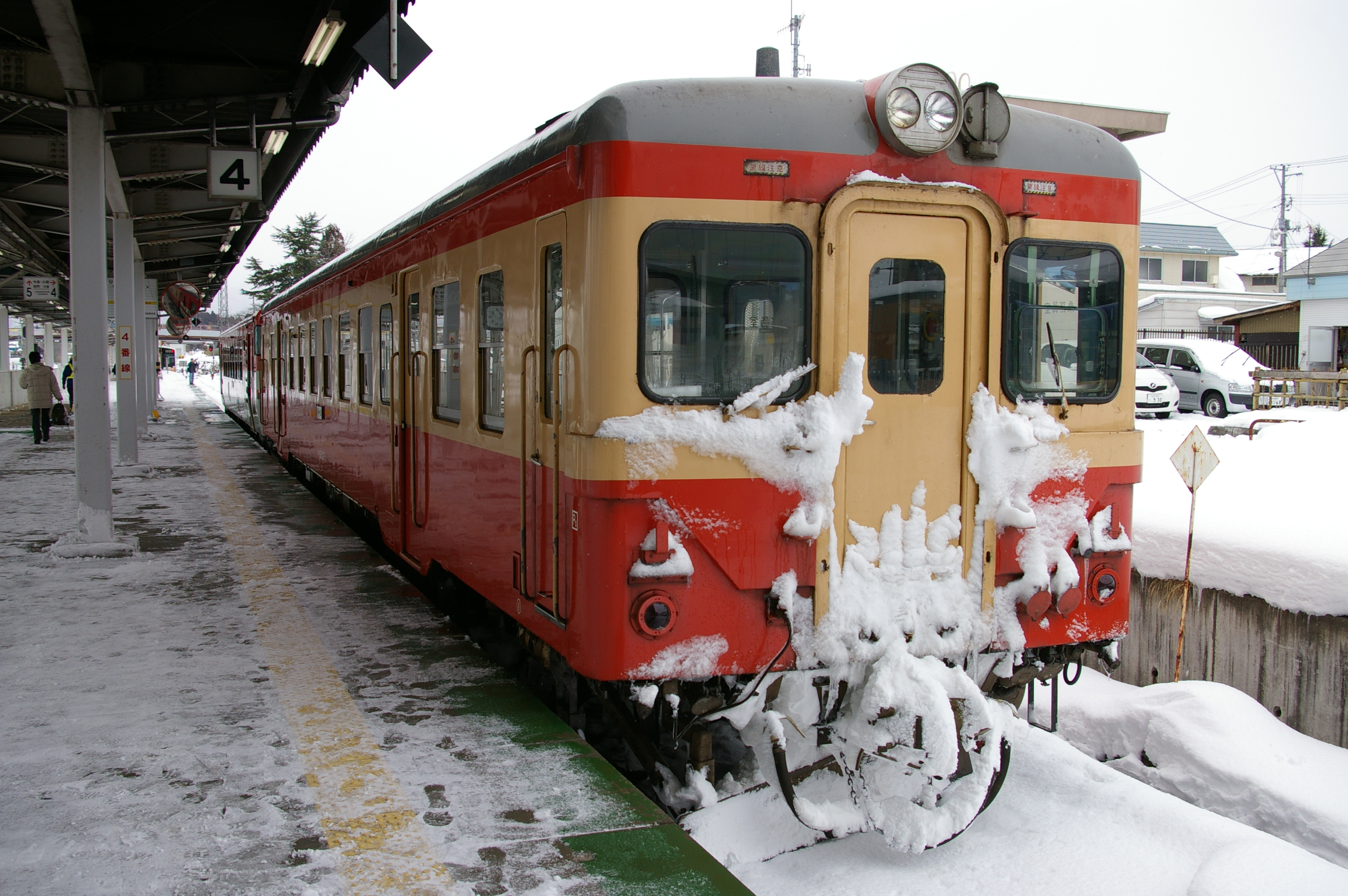
米沢駅停車中のキハ52形国鉄色（前方）とキハ40形イメージアップ新潟色（後方）（2009年1月）
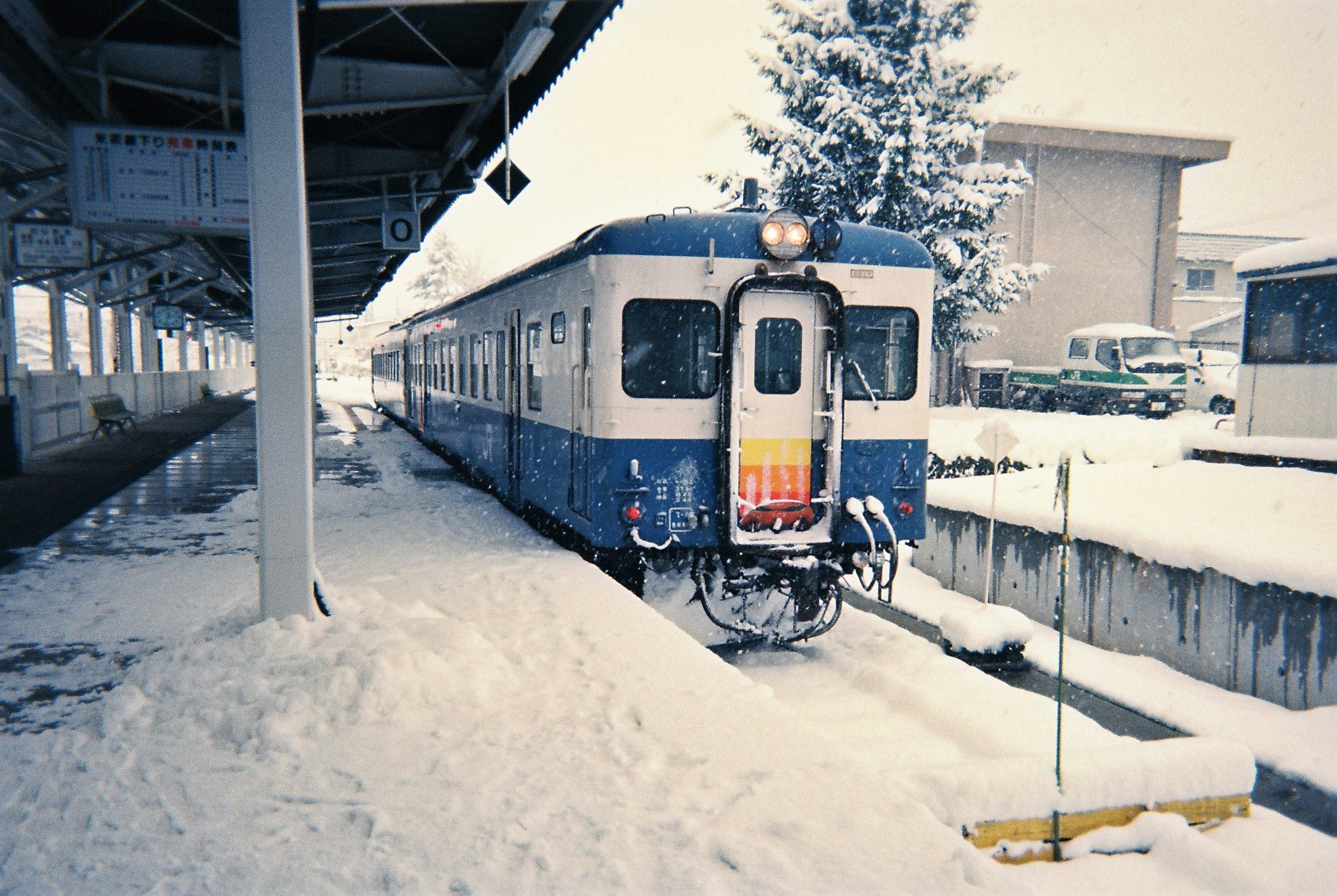
米沢駅停車中のキハ52形（1998年12月）
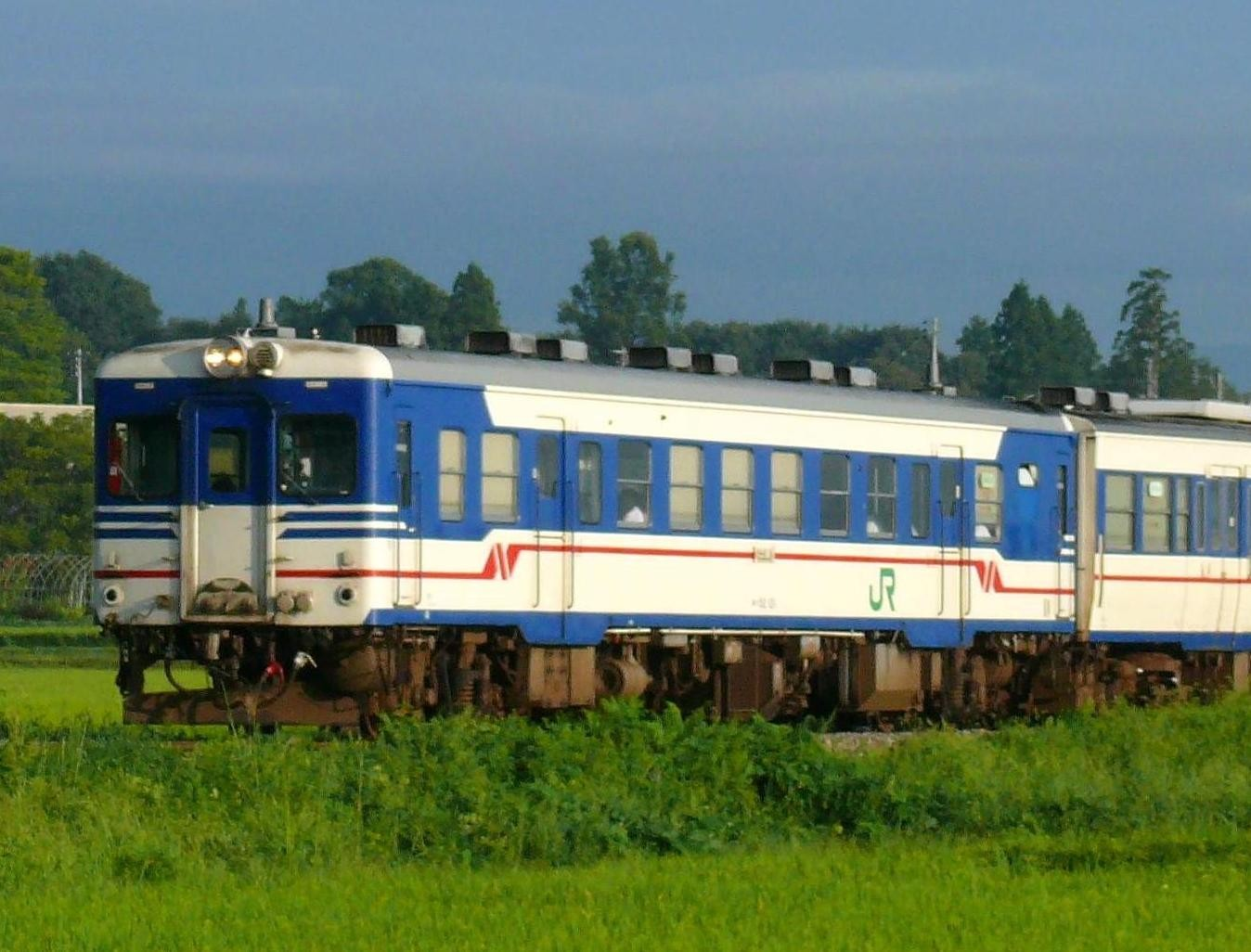
キハ52形 新潟色
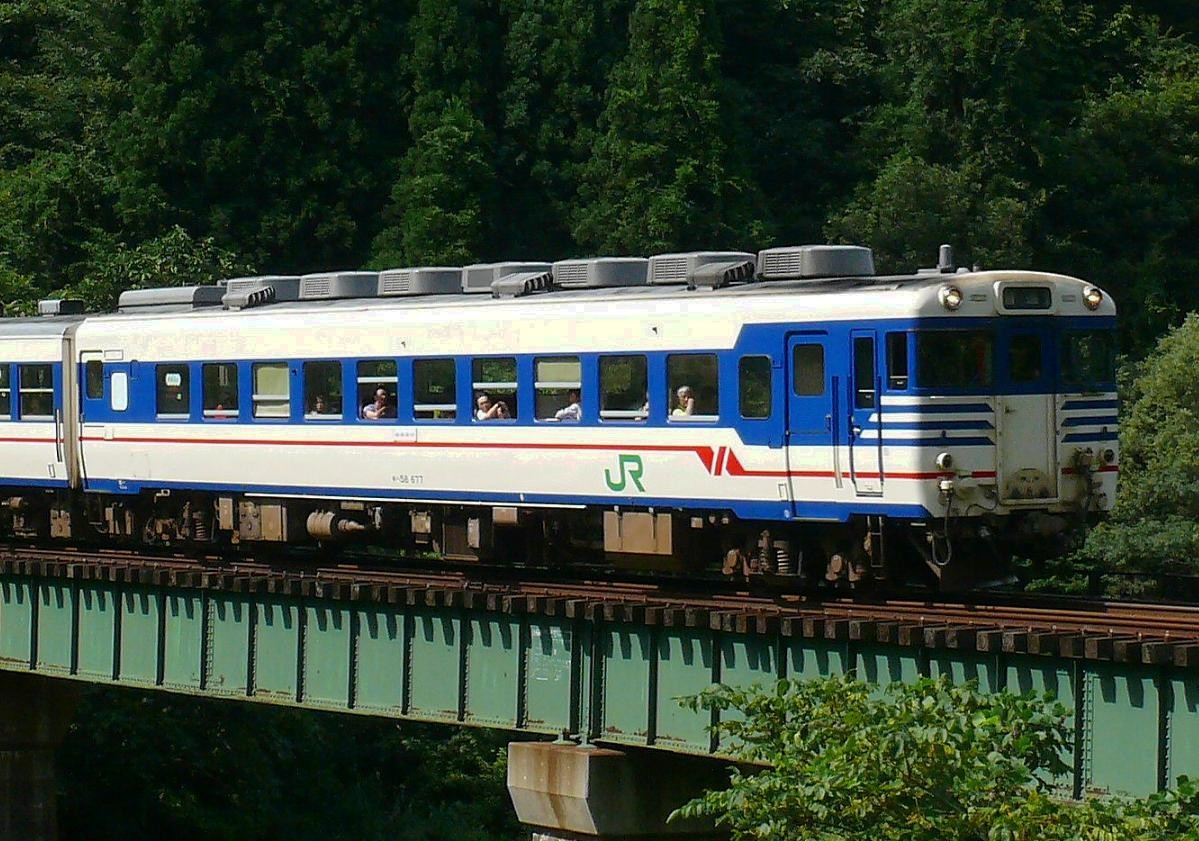
キハ58系 新潟色
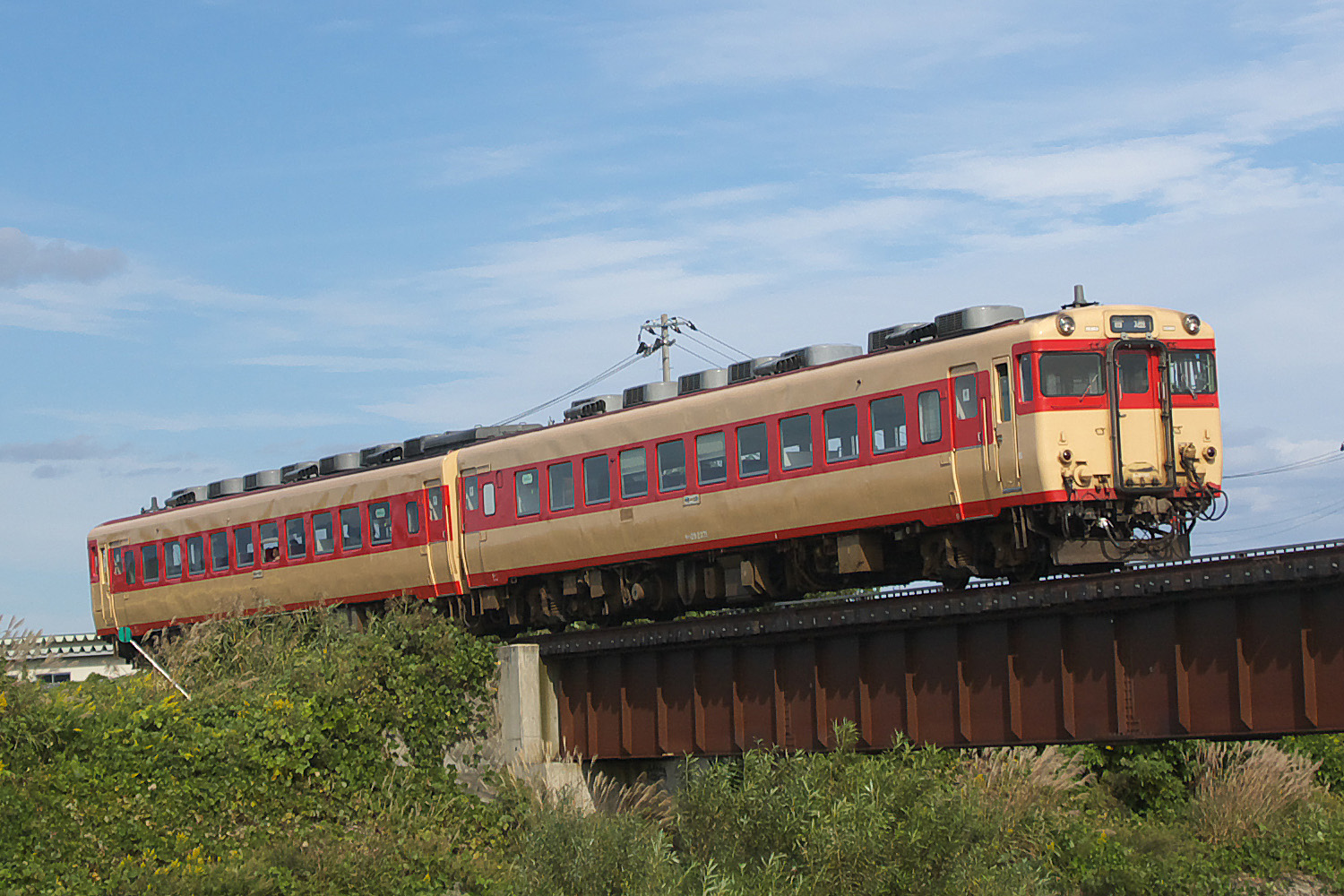
犬川-羽前小松間走行中のキハ58系  国鉄急行色（2008年10月）

蒸気機関車
- 9600形 - 米沢機関区・坂町機関区所属
- C56形 - 米沢機関区・坂町機関区所属。戦前

## 駅一覧
- 米坂線内では、快速「べにばな」（羽越本線・白新線経由新潟駅直通）も含めすべて全駅に停車
- 線路（全線単線） … ◇・∨・∧：列車交換可、｜：列車交換不可
- 駅名欄の背景色が■である駅（萩生駅 - 越後大島駅）は、大雨の被害により不通となっている区間の駅を示す（2022年8月9日時点）。

| 駅名       | 営業キロ | 営業キロ | 接続路線                                         | 線路 | 所在地 | 所在地          | 所在地          |
| 駅名       | 駅間     | 累計     | 接続路線                                         | 線路 | 所在地 | 所在地          | 所在地          |
| ---------- | -------- | -------- | ------------------------------------------------ | ---- | ------ | --------------- | --------------- |
| 米沢駅     | -        | 0.0      | 東日本旅客鉄道： 山形新幹線・■奥羽本線（山形線） | ∨    | 山形県 | 米沢市          | 米沢市          |
| 南米沢駅   | 3.1      | 3.1      |                                                  | ｜   | 山形県 | 米沢市          | 米沢市          |
| 西米沢駅   | 3.4      | 6.5      |                                                  | ｜   | 山形県 | 米沢市          | 米沢市          |
| 成島駅     | 3.1      | 9.6      |                                                  | ｜   | 山形県 | 米沢市          | 米沢市          |
| 中郡駅     | 2.9      | 12.5     |                                                  | ｜   | 山形県 | 東置賜郡 川西町 | 東置賜郡 川西町 |
| 羽前小松駅 | 4.4      | 16.9     |                                                  | ◇    | 山形県 | 東置賜郡 川西町 | 東置賜郡 川西町 |
| 犬川駅     | 2.5      | 19.4     |                                                  | ｜   | 山形県 | 東置賜郡 川西町 | 東置賜郡 川西町 |
| 今泉駅     | 3.6      | 23.0     | 山形鉄道：フラワー長井線                         | ◇    | 山形県 | 長井市          | 長井市          |
| 萩生駅     | 4.3      | 27.3     |                                                  | ｜   | 山形県 | 西置賜郡        | 飯豊町          |
| 羽前椿駅   | 2.8      | 30.1     |                                                  | ◇    | 山形県 | 西置賜郡        | 飯豊町          |
| 手ノ子駅   | 4.6      | 34.7     |                                                  | ｜   | 山形県 | 西置賜郡        | 飯豊町          |
| 羽前沼沢駅 | 9.2      | 43.9     |                                                  | ｜   | 山形県 | 西置賜郡        | 小国町          |
| 伊佐領駅   | 6.1      | 50.0     |                                                  | ｜   | 山形県 | 西置賜郡        | 小国町          |
| 羽前松岡駅 | 4.7      | 54.7     |                                                  | ｜   | 山形県 | 西置賜郡        | 小国町          |
| 小国駅     | 3.6      | 58.3     |                                                  | ◇    | 山形県 | 西置賜郡        | 小国町          |
| 越後金丸駅 | 9.5      | 67.8     |                                                  | ｜   | 新潟県 | 岩船郡 関川村   | 岩船郡 関川村   |
| 越後片貝駅 | 5.3      | 73.1     |                                                  | ｜   | 新潟県 | 岩船郡 関川村   | 岩船郡 関川村   |
| 越後下関駅 | 6.6      | 79.7     |                                                  | ◇    | 新潟県 | 岩船郡 関川村   | 岩船郡 関川村   |
| 越後大島駅 | 3.8      | 83.5     |                                                  | ｜   | 新潟県 | 岩船郡 関川村   | 岩船郡 関川村   |
| 坂町駅     | 7.2      | 90.7     | 東日本旅客鉄道：■羽越本線                        | ∧    | 新潟県 | 村上市          | 村上市          |

直営駅としては東北本部管内の米沢駅と今泉駅および新潟支社管内の小国駅と坂町駅がある。簡易委託駅としては東北本部管内の羽前小松駅および新潟支社管内の羽前椿駅がある。以上の駅はJR東日本自社による乗車人員集計の対象駅となっている。その他の駅はすべて無人駅である。

### 廃駅・廃止信号場
- 白川信号場 - 米沢起点24.8km。今泉駅・萩生駅間。長井線との分岐点。1984年2月1日廃止。今泉駅に統合。
- 玉川口駅 - 米沢起点63.6km。小国駅・越後金丸駅間。1995年12月1日廃止。
- 花立駅 - 米沢起点86.2km。越後大島駅・坂町駅間。1995年12月1日廃止。

## 利用状況

### 平均通過人員・旅客運輸収入
各年度の平均通過人員（人/日）および旅客運輸収入は以下のとおりである。
| 年度                   | 平均通過人員（人/日） | 平均通過人員（人/日） | 平均通過人員（人/日） | 平均通過人員（人/日） | 旅客運輸収入（万円） | 出典   |
| 年度                   | 全線                  | 米沢 - 今泉           | 今泉 - 小国           | 小国 - 坂町           | 旅客運輸収入（万円） | 出典   |
| ---------------------- | --------------------- | --------------------- | --------------------- | --------------------- | -------------------- | ------ |
| 1987年度（昭和62年度） | 1,214                 | 1,966                 | 833                   | 864                   |                      | [ 41 ] |
| 1992年度（平成04年度） | 929                   | 1,873                 | 630                   | 584                   |                      | [ 42 ] |
| 1997年度（平成09年度） | 748                   | 1,631                 | 463                   | 432                   |                      | [ 42 ] |
| 2002年度（平成14年度） | 622                   | 1,336                 | 435                   | 318                   |                      | [ 42 ] |
| 2007年度（平成19年度） | 484                   | 988                   | 393                   | 225                   |                      | [ 42 ] |
| 2008年度（平成20年度） | 468                   | 596                   | 596                   | 237                   |                      | [ 41 ] |
| 2009年度（平成21年度） | 436                   | 557                   | 557                   | 218                   |                      | [ 41 ] |
| 2010年度（平成22年度） | 424                   | 550                   | 550                   | 198                   |                      | [ 41 ] |
| 2011年度（平成23年度） | 420                   | 883                   | 331                   | 189                   |                      | [ 43 ] |
| 2012年度（平成24年度） | 424                   | 908                   | 321                   | 193                   |                      | [ 43 ] |
| 2013年度（平成25年度） | 413                   | 925                   | 285                   | 189                   |                      | [ 43 ] |
| 2014年度（平成26年度） | 388                   | 860                   | 261                   | 191                   |                      | [ 43 ] |
| 2015年度（平成27年度） | 405                   | 916                   | 275                   | 184                   | 11,100               | [ 43 ] |
| 2016年度（平成28年度） | 405                   | 906                   | 282                   | 184                   |                      | [ 44 ] |
| 2017年度（平成29年度） | 384                   | 856                   | 270                   | 175                   | 10,500               | [ 44 ] |
| 2018年度（平成30年度） | 379                   | 822                   | 274                   | 180                   | 10,500               | [ 45 ] |
| 2019年度（令和元年度） | 373                   | 776                   | 298                   | 169                   | 9,900                | [ 46 ] |
| 2020年度（令和02年度） | 302                   | 671                   | 248                   | 121                   | 6,500                | [ 47 ] |
| 2021年度（令和03年度） | 290                   | 621                   | 226                   | 124                   | 6,800                | [ 48 ] |
| 2022年度（令和04年度） | 246                   | 573                   | 161                   | 105                   | 5,700                | [ 49 ] |
| 2023年度（令和05年度） | 220                   | 539                   | 136                   | 86                    | 4,800                | [ 50 ] |

### 収支・営業系数
各年度の収支（運輸収入、営業費用）、営業係数、収支率は以下のとおりである。▲はマイナスを意味する。なお、今泉駅 - 坂町駅間については、2022年度（令和4年度）のデータは開示されていない。
| 年度                   | 収支（百万円） | 収支（百万円） | 収支（百万円） | 営業 係数 （円） | 収支率 | 出典   |
| 年度                   | 運輸 収入      | 営業 費用      | 計             | 営業 係数 （円） | 収支率 | 出典   |
| ---------------------- | -------------- | -------------- | -------------- | ---------------- | ------ | ------ |
| 2019年度（令和元年度） | 49             | 610            | ▲561           | 1,241            | 8.1%   | [ 51 ] |
| 2020年度（令和02年度） | 33             | 646            | ▲613           | 1,910            | 5.2%   | [ 51 ] |
| 2021年度（令和03年度） | 34             | 574            | ▲539           | 1,646            | 6.1%   | [ 52 ] |
| 2022年度（令和04年度） | 31             | 655            | ▲623           | 2,050            | 4.9%   | [ 53 ] |

| 年度                   | 収支（百万円） | 収支（百万円） | 収支（百万円） | 営業 係数 （円） | 収支率 | 出典   |
| 年度                   | 運輸 収入      | 営業 費用      | 計             | 営業 係数 （円） | 収支率 | 出典   |
| ---------------------- | -------------- | -------------- | -------------- | ---------------- | ------ | ------ |
| 2019年度（令和元年度） | 31             | 849            | ▲817           | 2,659            | 3.8%   | [ 51 ] |
| 2020年度（令和02年度） | 20             | 958            | ▲937           | 4,598            | 2.2%   | [ 51 ] |
| 2021年度（令和03年度） | 21             | 880            | ▲858           | 4,070            | 2.5%   | [ 52 ] |
| 2022年度（令和04年度） | 非開示         | 非開示         | 非開示         | 非開示           | 非開示 | [ 53 ] |

| 年度                   | 収支（百万円） | 収支（百万円） | 収支（百万円） | 営業 係数 （円） | 収支率 | 出典   |
| 年度                   | 運輸 収入      | 営業 費用      | 計             | 営業 係数 （円） | 収支率 | 出典   |
| ---------------------- | -------------- | -------------- | -------------- | ---------------- | ------ | ------ |
| 2019年度（令和元年度） | 18             | 485            | ▲466           | 2,575            | 3.9%   | [ 51 ] |
| 2020年度（令和02年度） | 10             | 545            | ▲535           | 5,076            | 2.0%   | [ 51 ] |
| 2021年度（令和03年度） | 12             | 548            | ▲536           | 4,499            | 2.2%   | [ 52 ] |
| 2022年度（令和04年度） | 非開示         | 非開示         | 非開示         | 非開示           | 非開示 | [ 53 ] |